# نيكو آرشامبو
نيكو آرشامبو هو مصمم رقص وراقص وممثل كندي، ولد في 18 أكتوبر 1984 بمونتريال في كندا.